# Репино (Гайский городской округ)
Ре́пино — посёлок в Гайском районе Оренбургской области России. Образует Репинский сельсовет.

## География
Расположен на реке Елшанка (приток Урала), в 280 км к востоку от Оренбурга.

## Население
| 2010 | 2012 | 2013 | 2014 |
| ---- | ---- | ---- | ---- |
| 753  | ↘751 | ↘749 | ↘738 |

## История
Основан в 1928 году, три-четыре семьи из соседнего села Лысогорка вблизи нынешнего Репино основали небольшой хутор. Первый поселенец носил фамилию Репин, давшую название хутору, а затем и поселку. Жители производили некоторую сельскохозяйственную продукцию и сбывали её в городе Орске. В 1928 году здесь был создан пригородный молмясосовхоз «Темпы Советов». Его центральная усадьба располагалась в Круторожино. В совхоз вошли также населенные пункты Репино, Херсонский, Саверовка, Лысогорка, Верхнегрищенка. Для города Орска и его развивающейся промышленности совхоз производил овощи, молоко, мясо. До мая 1927 года Репино входило административно в Орский уезд, затем — в Орский район Оренбургской губернии (с мая 1928 года — Средне-Волжского края). С декабря 1934 года Репино вошло в Халиловский район в составе Саверовского сельского Совета.
В 1970 году был образован Репинский сельский Совет.

## Экономика
- ТСОО «совхоз Первомайский» (производство мясо-молочной продукции)